# Данијел Хени
Данијел Филип Хени (енгл. Daniel Philip Henney; 28. новембар 1979) амерички је глумац. Хени је најпознатији по улози Мета Симонса у серијама Злочиначки умови и Злочиначки умови: Преко границе.